# Steven de Blok
Steven de Blok (Zwolle, 13 april 1990) is een Nederlands betaald voetballer die bij voorkeur in de aanval speelt. Hij doorliep de jeugdopleiding van FC Groningen, speelde als A-junior bij GVAV-Rapiditas waarna hij overstapte naar FC Emmen. Op 7 augustus 2009 maakt hij zijn debuut in het betaald voetbal tegen RBC Roosendaal. Zijn eerste doelpunt in het betaalde voetbal maakte hij op 12 maart 2010 in de thuiswedstrijd tegen Telstar.
Eind januari 2011 werd bekend dat Steven de Blok zijn contract bij FC Emmen inlevert en naar de amateurclub WKE overstapt om zijn maatschappelijke carrière op te pakken.

## Profcarrière
| Seizoen | Club     | Wedstrijden | Doelpunten | Competitie     |
| ------- | -------- | ----------- | ---------- | -------------- |
| 2009/10 | FC Emmen | 14          | 1          | Eerste divisie |
| 2010/11 | FC Emmen | 3           | 0          | Eerste Divisie |
| Totaal  |          | 17          | 1          |                |